# Lappvedel
Lappvedel (Oxytropis lapponica) är en ärtväxtart som först beskrevs av Göran Wahlenberg, och fick sitt nu gällande namn av Claude Gay. Lappvedel ingår i släktet klovedlar, och familjen ärtväxter. Inga underarter finns listade i Catalogue of Life.

## Bildgalleri

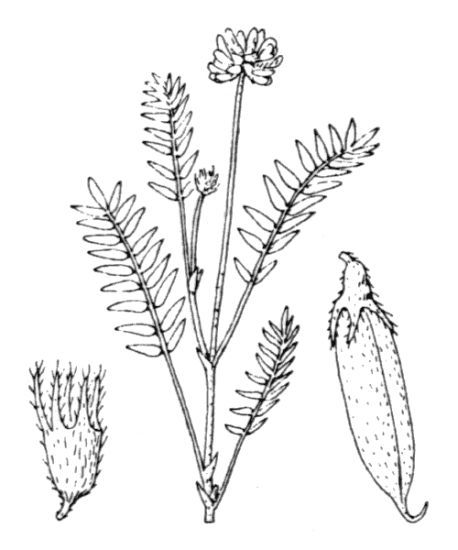